# Greg Gonzalez
Greg Gonzalez, de son vrai nom Gregory Steven Gonzalez, né le 28 septembre 1982 à El Paso, Texas,, est un chanteur et guitariste américain. Il forme le groupe Cigarettes After Sex en 2008 dans sa ville natale.
Greg Gonzalez commence la musique à 10 ans, et forme déjà un groupe de métal, il s'essaye aussi par la suite au jazz.